# Eligmodontia typus
Eligmodontia typus е малък южноамерикански гризач от семейство Хомякови. Разпространен е в Патагония и пустинята Монте. Храни се с растения характерни за райони с песъчлива растителност. Бременността му продължава 18 дни.